# Лейк-Риплі (Вісконсин)
Лейк-Риплі (англ. Lake Ripley) — переписна місцевість (CDP) в США, в окрузі Джефферсон штату Вісконсин. Населення — 1911 особа (2020).

## Географія
Лейк-Риплі розташований за координатами 43°0′31″ пн. ш. 88°59′24″ зх. д. / 43.00861° пн. ш. 88.99000° зх. д. (43.008534, -88.990121).  За даними Бюро перепису населення США в 2010 році переписна місцевість мала площу 10,30 км², з яких 8,60 км² — суходіл та 1,70 км² — водойми.

## Демографія
Згідно з переписом 2010 року, у переписній місцевості мешкало 1779 осіб у 751 домогосподарстві у складі 512 родин. Густота населення становила 173 особи/км².  Було 1030 помешкань (100/км²).
Расовий склад населення:
| - 97,2 % — білих - 0,6 % — чорних або афроамериканців - 0,6 % — азіатів - 0,2 % — корінних американців |

До двох чи більше рас належало 0,7 %. Частка іспаномовних становила 1,7 % від усіх жителів.
За віковим діапазоном населення розподілялося таким чином: 22,3 % — особи молодші 18 років, 64,5 % — особи у віці 18—64 років, 13,2 % — особи у віці 65 років та старші. Медіана віку мешканця становила 46,1 року. На 100 осіб жіночої статі у переписній місцевості припадало 99,9 чоловіків;  на 100 жінок у віці від 18 років та старших — 99,0 чоловіків також старших 18 років.
Середній дохід на одне домашнє господарство  становив 78 642 долари США (медіана — 66 059), а середній дохід на одну сім'ю — 91 285 доларів (медіана — 67 750). За межею бідності перебувало 5,9 % осіб, у тому числі 0,0 % дітей у віці до 18 років та 7,7 % осіб у віці 65 років та старших.
Цивільне працевлаштоване населення становило 906 осіб. Основні галузі зайнятості: освіта, охорона здоров'я та соціальна допомога — 22,0 %, виробництво — 16,8 %, роздрібна торгівля — 15,6 %.